# World Games 2025/Inline Freestyle
Bei den World Games 2025 in Chengdu wurden erstmals Wettbewerbe im Inline Freestyle ausgetragen. Am 16. und 17. August fanden insgesamt 4 Wettbewerbe statt. Pro Geschlecht wurde ein Wettkampf im Freestyle-Slalom und einer im Speed-Slalom ausgetragen. Austragungsort war das Chengdu Roller Sports Centre.

## Bilanz

### Medaillenspiegel
| Platz  | Land              | Gold | Silber | Bronze | Gesamt |
| ------ | ----------------- | ---- | ------ | ------ | ------ |
| 1      | China             | 3    | 3      | 2      | 8      |
| 2      | Chinesisch Taipeh | 1    | –      | –      | 1      |
| 3      | Italien           | –    | 1      | –      | 1      |
| 4      | Iran              | –    | –      | 1      | 1      |
| 4      | Spanien           | –    | –      | 1      | 1      |
| Gesamt | Gesamt            | 4    | 4      | 4      | 12     |

### Medaillengewinner
| Disziplin               | Gold                | Silber                       | Bronze             |
| ----------------------- | ------------------- | ---------------------------- | ------------------ |
| Freestyle-Slalom Männer | Zhang Hao (CHN)     | Valerio Degli Agostini (ITA) | Wang Yuxuan (CHN)  |
| Freestyle-Slalom Frauen | Zhu Siyi (CHN)      | Liu Jiaxin (CHN)             | Laura Oria (ESP)   |
| Speed-Slalom Männer     | Zhang Hao (CHN)     | Fu Yu (CHN)                  | Reza Lesani (IRI)  |
| Speed-Slalom Frauen     | Liu Chiao-hsi (TPE) | Zhu Siyi (CHN)               | Wen Jingjing (CHN) |